# Айме Омгба
Айме Нтсама Омгба (нід. Aimé Ntsama Omgba, нар. 22 жовтня 2002, Лейден, Нідерланди) — нідерландський футболіст камерунського походження, півзахисник бельгійського клубу «Гент».

## Ігрова кар'єра

### Клубна
Айме Омгба є вихованцем клубної академії роттердамського «Феєнорда». У 2021 році футболіст підписав перший контракт з «Бредою». У січні 2023 року Омгба підписав з клубом новий професійний контракт на два з половиною роки.
У січні 2024 року з'явилася інформація, що Омгба переходить до бельгійського «Андерлехта», але травма, якої зазнав у березні, завадила цьому трансферу. У вересні 2024 року футболіст приєднався до іншого бельгійського клубу — «Гента», з яким підписав п'ятирічний контракт.